# Polytrichadelphus dendroides
Polytrichadelphus dendroides là một loài rêu trong họ Polytrichaceae. Loài này được (Brid. ex Hedw.) Mitt. mô tả khoa học đầu tiên năm 1869.